# Seznam dílů pořadu Linka 112
Toto je seznam dílů pořadu Linka 112. Pořad Linka 112 je vysílán na televizi Prima od 3. prosince do 21. prosince 2018.

## Přehled řad
| Řada | Díly | Premiéra v ČR    | Premiéra v ČR     |
| Řada | Díly | První díl        | Poslední díl      |
| ---- | ---- | ---------------- | ----------------- |
| 1    | 15   | 3. prosince 2018 | 21. prosince 2018 |

## Seznam dílů

### První řada (2018)
| Č. v seriálu | Č. v řadě | Název      | Obsah | Režie                                                                       | Premiéra v ČR     |
| ------------ | --------- | ---------- | --- | --------------------------------------------------------------------------- | ----------------- |
| 1            | 1         | Epizoda 1  | Zaseknutý výtah / Šikana / Astmatický záchvat dítěte / Požár v domě 1. část                               | Ivo Macharáček, Ivana Křenová, Matěj Kužel, Jiří Mádle, Kristýna Matoušková | 3. prosince 2018  |
| 2            | 2         | Epizoda 2  | Požár v domě 2. část / Staří manželé / Infarkt / Otrava houbami / Feťák na střeše 1. část                 | Ivo Macharáček, Ivana Křenová, Matěj Kužel, Jiří Mádle, Kristýna Matoušková | 4. prosince 2018  |
| 3            | 3         | Epizoda 3  | Feťák na střeše 2. část / Božena Němcová / Alergická reakce / Petardy / HIV 1. část                       | Ivo Macharáček, Ivana Křenová, Matěj Kužel, Jiří Mádle, Kristýna Matoušková | 5. prosince 2018  |
| 4            | 4         | Epizoda 4  | HIV 2. část / In flagranti / Střelec / Sršni / Přepadený Vietnamec 1. část                                | Ivo Macharáček, Ivana Křenová, Matěj Kužel, Jiří Mádle, Kristýna Matoušková | 6. prosince 2018  |
| 5            | 5         | Epizoda 5  | Přepadený Vietnamec 2. část / Manager / Bratři / Pokus o znásilnění                                       | Ivo Macharáček, Ivana Křenová, Matěj Kužel, Jiří Mádle, Kristýna Matoušková | 7. prosince 2018  |
| 6            | 6         | Epizoda 6  | Strach na kolejích / Ztracené dítě / Travička spasitelka / Překotný porod 1. část                         | Ivo Macharáček, Ivana Křenová, Matěj Kužel, Jiří Mádle, Kristýna Matoušková | 10. prosince 2018 |
| 7            | 7         | Epizoda 7  | Překotný porod 2. část / Bývalý přítel / Balkon / Zástava srdce / Mrtvola v parku 1. část                 | Ivo Macharáček, Ivana Křenová, Matěj Kužel, Jiří Mádle, Kristýna Matoušková | 11. prosince 2018 |
| 8            | 8         | Epizoda 8  | Mrtvola v parku 2. část / Průjem dítěte / Týraná žena / Pád paraglajdisty / Nehoda na cyklostezce 1. část | Ivo Macharáček, Ivana Křenová, Matěj Kužel, Jiří Mádle, Kristýna Matoušková | 12. prosince 2018 |
| 9            | 9         | Epizoda 9  | Nehoda na cyklostezce 2. část / Zlodějíčci / Stařenka / Selfie / Vztek 1. část                            | Ivo Macharáček, Ivana Křenová, Matěj Kužel, Jiří Mádle, Kristýna Matoušková | 13. prosince 2018 |
| 10           | 10        | Epizoda 10 | Vztek 2. část / Zhrzená snoubenka / Překvapení v autě / Pád ze schodů                                     |                                                                             | 14. prosince 2018 |
| 11           | 11        | Epizoda 11 | Šťastná náhoda / Problém na přejezdu / Vykradené auto / Pokousaný pizzař 1. část                          |                                                                             | 17. prosince 2018 |
| 12           | 12        | Epizoda 12 | Pokousaný pizzař 2. část / Mozková příhoda / Schizofrenik / Procházka / Granát 1. část                    |                                                                             | 18. prosince 2018 |
| 13           | 13        | Epizoda 13 | Granát 2. část / Zloději v bytě / Poporodní psychóza / Superhrdina / Špatný odhad 1. část                 |                                                                             | 19. prosince 2018 |
| 14           | 14        | Epizoda 14 | Špatný odahd 2. část / Uličníci / Ženy v nouzi / Běžecký závod / Dítě na útěku 1. část                    |                                                                             | 20. prosince 2018 |
| 15           | 15        | Epizoda 15 | Dítě na útěku 2. část / Nešťastná láska / Výstřel / Společnice                                            |                                                                             | 21. prosince 2018 |